# Metoligotoma rooksi
Metoligotoma rooksi is een insectensoort uit de familie Australembiidae, die tot de orde webspinners (Embioptera) behoort. 
Metoligotoma rooksi is voor het eerst wetenschappelijk beschreven door Miller & Edgerly in 2008.